# Röderhof (Leimen)
Der Röderhof, früher auch Rüderhof, ist ein Weiler, der zur im rheinland-pfälzischen Landkreis Südwestpfalz liegenden Ortsgemeinde Leimen gehört. Er liegt unmittelbar nordwestlich der Kerngemeinde mitten im Gräfensteiner Land, einem Teilbereich des mittleren Pfälzerwalds. Etwa 600 m südöstlich entspringt der Rauschenbach. Der Ort ist über die Kreisstraße 33 mit Leimen verbunden.
Im Jahr 1832 hatte der Ort 32 Einwohner.